# Ерик Бана
Ерик Банадинович (на хърватски: Eric Banadinović), с псевдоним Ерик Бана (на английски: Eric Bana) е австралийски актьор и комик.

## Биография и творчество
Ерик Бана е роден на 9 август 1968 г. в Мелбърн, Австралия. Майка му е германка, а баща му - хърватин. Израства в Мелбърн и живее близо до летището на града. 
Гледа постапокалиптичния филм „Лудия Макс“ с Мел Гибсън и това го вдъхновява да стане актьор. Започва кариерата си като комик в множество сериали, а след това участва в криминалния филм „Чопър“ през 2000 година.

## Избрана филмография
- Чопър (2000)
- Блек Хоук (2001)
- Търсенето на Немо (2003)
- Хълк (2003)
- Троя (2004)
- Мюнхен (2005)
- Ромул, моят баща (2007)
- Щастливецът (2007)
- Златният компас (2007)
- Другата Болейн (2008)
- Стар Трек (2009)
- Жената на пътешественика във времето (2009)
- Мери и Макс (2009)
- Хана (2011)
- Примката (2012)
- Последният оцелял (2013)
- Избави ни от злото (2014)
- Часът на героите (2016)